# Rally de Ypres de 2014
El Rally de Ypres de 2014, oficialmente 50. Geko Ypres Rally, fue la edición 50.ª y la sexta ronda de la temporada 2014 del Campeonato de Europa de Rally. Se celebró del 19 al 21 de junio y contó con un itinerario de veinte tramos sobre asfalto que sumaban un total de 294,79 km cronometrados.

## Itinerario
| Día   | Tramo | Nombre              | Distancia | Ganador                               | Tiempo  | Veloc. media | Líder rally   |
| ----- | ----- | ------------------- | --------- | ------------------------------------- | ------- | ------------ | ------------- |
| Día 1 | SS1   | Dikkebus 1          | 14.22 km  | Kevin Abbring                         | 8:00.8  | 106.5 km/h   | Kevin Abbring |
| Día 1 | SS2   | Wijtschate 1        | 23.80 km  | Kevin Abbring                         | 12:25.6 | 114.9 km/h   | Kevin Abbring |
| Día 1 | SS3   | Mesen 1             | 7.48 km   | Kevin Abbring                         | 4:14.7  | 105.7 km/h   | Kevin Abbring |
| Día 1 | SS4   | Langemark           | 13.77 km  | Freddy Loix                           | 7:25.2  | 111.3 km/h   | Kevin Abbring |
| Día 1 | SS5   | Dikkebus 2          | 14.22 km  | Kevin Abbring                         | 7:56.5  | 107.4 km/h   | Kevin Abbring |
| Día 1 | SS6   | Wijtschate 2        | 23.80 km  | Kevin Abbring                         | 12:16.1 | 116.4 km/h   | Kevin Abbring |
| Día 1 | SS7   | Mesen 2             | 7.48 km   | Kevin Abbring                         | 4:11.3  | 107.2 km/h   | Kevin Abbring |
| Día 2 | SS8   | Reninge 1           | 14.50 km  | Esapekka Lappi                        | 7:41.9  | 113.0 km/h   | Kevin Abbring |
| Día 2 | SS9   | Vleteren-Krombeke 1 | 14.17 km  | Craig Breen Freddy Loix Kevin Abbring | 7:30.6  | 113.2 km/h   | Kevin Abbring |
| Día 2 | SS10  | Watou 1             | 12.32 km  | Freddy Loix                           | 6:40.7  | 110.7 km/h   | Kevin Abbring |
| Día 2 | SS11  | Westouter 1         | 7.25 km   | Freddy Loix                           | 4:19.0  | 100.8 km/h   | Kevin Abbring |
| Día 2 | SS12  | Kemmelberg 1        | 14.33 km  | Kevin Abbring                         | 8:07.7  | 105.8 km/h   | Kevin Abbring |
| Día 2 | SS13  | Lille-Eurometropole | 9.76 km   | Kevin Abbring                         | 5:04.6  | 115.4 km/h   | Kevin Abbring |
| Día 2 | SS14  | Hollebeke 1         | 27.56 km  | Luca Rossetti                         | 15:45.3 | 105.0 km/h   | Freddy Loix   |
| Día 2 | SS15  | Reninge 2           | 14.50 km  | Bernd Casier                          | 7:44.9  | 112.3 km/h   | Freddy Loix   |
| Día 2 | SS16  | Vleteren-Krombeke 2 | 14.17 km  | Luca Rossetti                         | 7:31.5  | 113.0 km/h   | Freddy Loix   |
| Día 2 | SS17  | Watou 2             | 12.32 km  | Freddy Loix Sepp Wiegand              | 6:44.9  | 109.5 km/h   | Freddy Loix   |
| Día 2 | SS18  | Westouter 2         | 7.25 km   | Luca Rossetti                         | 3:42.6  | 117.3 km/h   | Freddy Loix   |
| Día 2 | SS19  | Kemmelberg 2        | 14.33 km  | Cédric Cherain                        | 8:15.0  | 104.2 km/h   | Freddy Loix   |
| Día 2 | SS20  | Hollebeke 2         | 27.56 km  | Pieter Tsjoen                         | 15:45.1 | 105.0 km/h   | Freddy Loix   |

## Clasificación final
| Pos. | Piloto           | Copiloto          | Automóvil                  | Tiempo    | Diferencia |
| ---- | ---------------- | ----------------- | -------------------------- | --------- | ---------- |
| 1    | Freddy Loix      | Johan Gitsels     | Škoda Fabia S2000          | 2:43:13.7 | -          |
| 2    | Cédric Cherain   | André Leyh        | Ford Fiesta R5             | 2:44:23.6 | +1:09.9    |
| 3    | Sepp Wiegand     | Frank Christian   | Škoda Fabia S2000          | 2:45:27.9 | +2:14.2    |
| 4    | Hermen Kobus     | Erik de Wild      | Ford Fiesta S2000          | 2:45:46.2 | +2:32.5    |
| 5    | Luca Rossetti    | Matteo Chiarcossi | Škoda Fabia S2000          | 2:46:56.2 | +3:42.5    |
| 6    | Davy Vanneste    | Eddy Snaet        | Peugeot 207 S2000          | 2:48:39.1 | +5:25.4    |
| 7    | Andy Lefevere    | Andy Vangheluwe   | Mitsubishi Lancer Evo X R4 | 2:49:25.2 | +6:11.5    |
| 8    | Didier Duquesne  | Filip Cuvelier    | Ford Fiesta R5             | 2:50:06.9 | +6:53.2    |
| 9    | Melisa Debackere | Cindy Cokelaere   | Peugeot 207 S2000          | 2:50:13.4 | +6:59.7    |
| 10   | Jaroslav Orsák   | David Šmeidler    | Škoda Fabia S2000          | 2:52:15.1 | +9:01.4    |

| Predecesor: Azores 2014 | ERC 2014 | Sucesor: Estonia 2014 |